# حامد میرزاپور
حامد میرزاپور (زاده ۷ مرداد ۱۳۷۳ در تربت‌جام) کوراش‌کار، آلیش‌کار و چوخه‌کار اهل ایران است.
از افتخارات وی می‌توان به کسب مدال طلا وزن ۹۰- کیلوگرم در بازی‌های آسیایی داخل سالن و هنرهای رزمی۲۰۱۷ اشاره کرد. وی در این دوره از رقابت‌ها در دور نخست آکشای از هند را شکست داد و در دور دوم کریم زادا از تاجیکستان را مغلوب کرد و راهی مرحله نیمه‌نهایی شد. وی در این مرحله مقابل جاوید احمد از افغانستان به پیروزی رسید و راهی دیدار فینال شد. وی در این دیدار مقابل مورکاپگلدی آتدایف از کشور ترکمنستان مغلوب شد و به مدال نقره رسید. اکنون پس از گذشت چند سال از برگزاری این دوره از مسابقات، طبق اعلام اتحادیه جهانی کشتی و سازمان مبارزه با دوپینگ نسبت به دوپینگ تعدادی از ورزشکاران عنوان‌دار، باتوجه به مثبت اعلام شدن تست دوپینگ مورکاپگلدی آتدایف از ترکمنستان، حامد میرزاپور به مدال طلا رسید.

## زندگی‌نامه
حامد میرزاپور در تاریخ ۷ مرداد ۱۳۷۳ در تربت‌جام پا به دنیا نهاد. وی فرزند غلام‌محمد میرزاپور و بزرگ‌ترین فرزند خانواده است. او تحت تأثیر عمویش توکل میرزاپور که از قهرمانان کشتی باچوخه بود به کشتی علاقمند شد و از کودکی زیر نظر این مربی کشتی را آغاز کرد و در مراسمات کشتی باچوخه که در خراسان قدمتی دیرینه داشته شرکت کرد. وی مدارک تحصیلی تا دبیرستان را در این شهر طی نمود و در سال ۱۳۹۵ مقطع کاردانی را در رشته دامپزشکی در دانشگاه شهید هاشمی‌نژاد مشهد و مقطع کارشناسی را در سال ۱۳۹۷ در رشته مدیریت ورزشی در دانشگاه آزاد تربت‌جام با موفقیت گذراند.

## فعالیت
وی در رده سنی نوجوانان سابقه حضور در تیم ملی جودو و قزاق کوراش ایران را زیر نظر علی معلومات دارد؛ و در رده سنی جوانان و بزرگسالان نیز سابقه حضور در اردوی تیم ملی در رشته‌های آلیش، کشتی پهلوانی، جودو، قزاق کوراش، ترکمن گورش، سریم کشتی سنتی کره‌جنوبی سرکل کبدی و… را دارد؛ در کشتی پهلوانی حمید قشنگ و امین رشید لمیر مربیان او بودند.

## افتخارات

### کشتی باچوخه

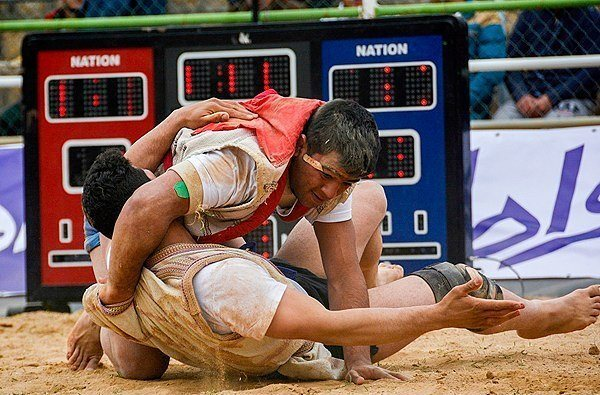
حامد میرزاپور در مسابقات کشتی با چوخه گود زینل‌خان اسفراین

- مدال طلا مسابقات کشتی باچوخه گود بداغ آباد جوین در وزن ۷۴ کیلوگرم در سال ۲۰۱۱.
- مدال طلا مسابقات کشتی باچوخه گود پهلوان شورورزی در وزن ۷۰ کیلوگرم در گرماب نیشابور در سال ۲۰۱۳.
- مدال نقره مسابقات کشتی باچوخه گود زینل‌خان اسفراین در وزن ۸۰ کیلوگرم در سال ۲۰۱۳.
- مدال طلا مسابقات کشتی باچوخه گود حسینیه نینوا پلبند تایباد در وزن ۸۰ کیلوگرم در سال ۲۰۱۴.
- مدال طلا مسابقات لیگ کشتی باچوخه کشور در وزن ۸۴ کیلوگرم در اصفهان در سال ۲۰۱۵.
- مدال طلا مسابقات کشتی باچوخه گود حسینیه نینوا پلبند تایباد در وزن ۸۴ کیلوگرم در سال ۲۰۱۵.[۱۱]
- مدال نقره مسابقات کشتی باچوخه گود زینل‌خان اسفراین در وزن ۸۴ کیلوگرم در سال ۲۰۱۶.[۱۲][۱۳]
- مدال طلا مسابقات کشتی باچوخه ملارد تهران در وزن ۹۶ کیلوگرم در سال ۲۰۱۶.
- مدال طلا مسابقات لیگ کشتی باچوخه کشور در وزن ۹۶ کیلوگرم در سالن بهشتی مشهد در سال ۲۰۱۶.
- مدال برنز مسابقات کشتی باچوخه گودزینل‌خان اسفراین در وزن ۹۶ کیلوگرم در سال ۲۰۱۷.[۱۴][۱۵]
- مدال طلا مسابقات کشتی باچوخه گود برغمد جوین در وزن ۹۶ کیلوگرم در سال ۲۰۱۷.[۱۶]
- مدال طلا مسابقات کشتی باچوخه گود سلطان زیرابه قوچان در وزن ۹۶ کیلوگرم در سال ۲۰۲۲.
- مدال طلا مسابقات کشتی باچوخه جام شهدای گناباد در وزن ۹۶ کیلوگرم و در سال ۲۰۲۲.
- مدال طلا مسابقات کشتی باچوخه در وزن ۹۶ کیلوگرم در گود امام مرشد شهر تیتکانلو در سال ۲۰۲۲.[۱۷]
- مدال طلا مسابقات کشتی باچوخه در وزن ۹۶ کیلوگرم در گود امام مرشد شهر تیتکانلو در سال ۲۰۲۳.
- مدال طلا مسابقات کشتی باچوخه شهر الماجق در وزن ۹۶ کیلوگرم در سال ۲۰۲۳.[۱۸]
- مدال طلا مسابقات کشتی باچوخه گود رهورد قوچان در وزن ۹۶ کیلوگرم در سال ۲۰۲۳.[۱۹]
- مدال طلا مسابقات کشتی باچوخه جام جمهوری اسلامی در وزن ۹۶ کیلوگرم در شیرکوه شیروان در سال ۲۰۲۳.[۲۰]
- مدال طلا مسابقات کشتی باچوخه گود پهلوان شورورزی در وزن ۹۶ کیلوگرم در گرماب نیشابور در سال ۲۰۲۳.[۲۱]
- مدال طلا مسابقات جام شهدا کشتی باچوخه در وزن ۹۶ کیلوگرم در کلات در سال ۲۰۲۳.[۲۲]

### کشتی پهلوانی

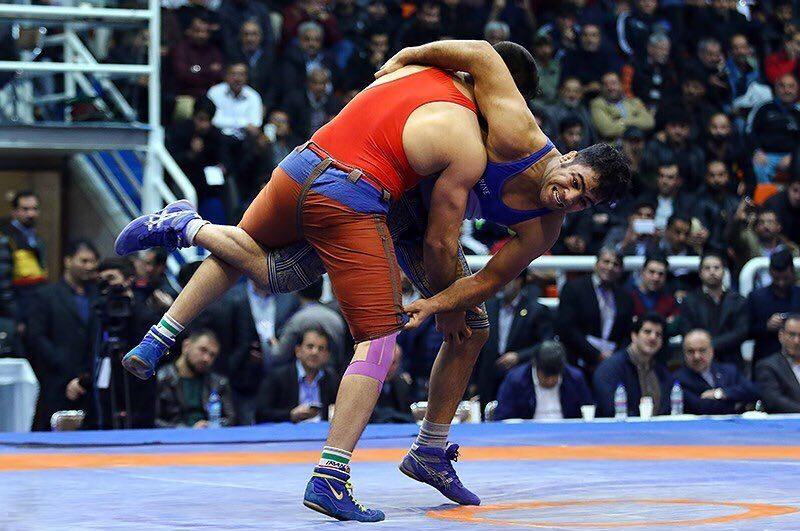
حامد میرزاپور در مسابقات قهرمانی کشور کشتی پهلوانی در مشهد

- مدال طلا مسابقات کشتی پهلوانی جام پهلوان زندی در وزن ۱۰۰ کیلوگرم در شهر تهران در سال ۲۰۱۸.
- مدال طلا مسابقات قزاق کوراش در سالن افراسیابی در وزن ۱۰۰ کیلوگرم در سال ۲۰۱۸.
- مدال نقره مسابقات کشتی پهلوانی قهرمانی کشور در وزن ۱۰۰ کیلوگرم در مشهد در سال ۲۰۱۸.[۲۳]
- مدال نقره مسابقات کشتی پهلوانی بازوبند سنگین‌وزن بسیج در شهر آمل در سال ۲۰۱۹.[۲۴]
- مدال طلا مسابقات قهرمانی کشور در وزن ۱۰۰ کیلوگرم در سالن شهید بهشتی مشهد در سال ۲۰۲۲.[۲۵]

### ترکمن گورش
- مدال طلا مسابقات کشتی باکمربند قهرمانی کشور در وزن ۹۰ کیلوگرم در کردکوی گلستان در سال ۲۰۱۷.[۲۶][۲۷]
- مدال طلا مسابقات انتخابی تیم ملی کشتی سنتی در وزن ۹۰ کیلوگرم در مجموعه ورزشی آزادی تهران در سال ۲۰۱۷.